# Bangun Purba Barat
Bangun Purba Barat is een bestuurslaag in het regentschap Rokan Hulu van de provincie Riau, Indonesië. Bangun Purba Barat telt 2037 inwoners (volkstelling 2010).